# Förbifart Stockholm

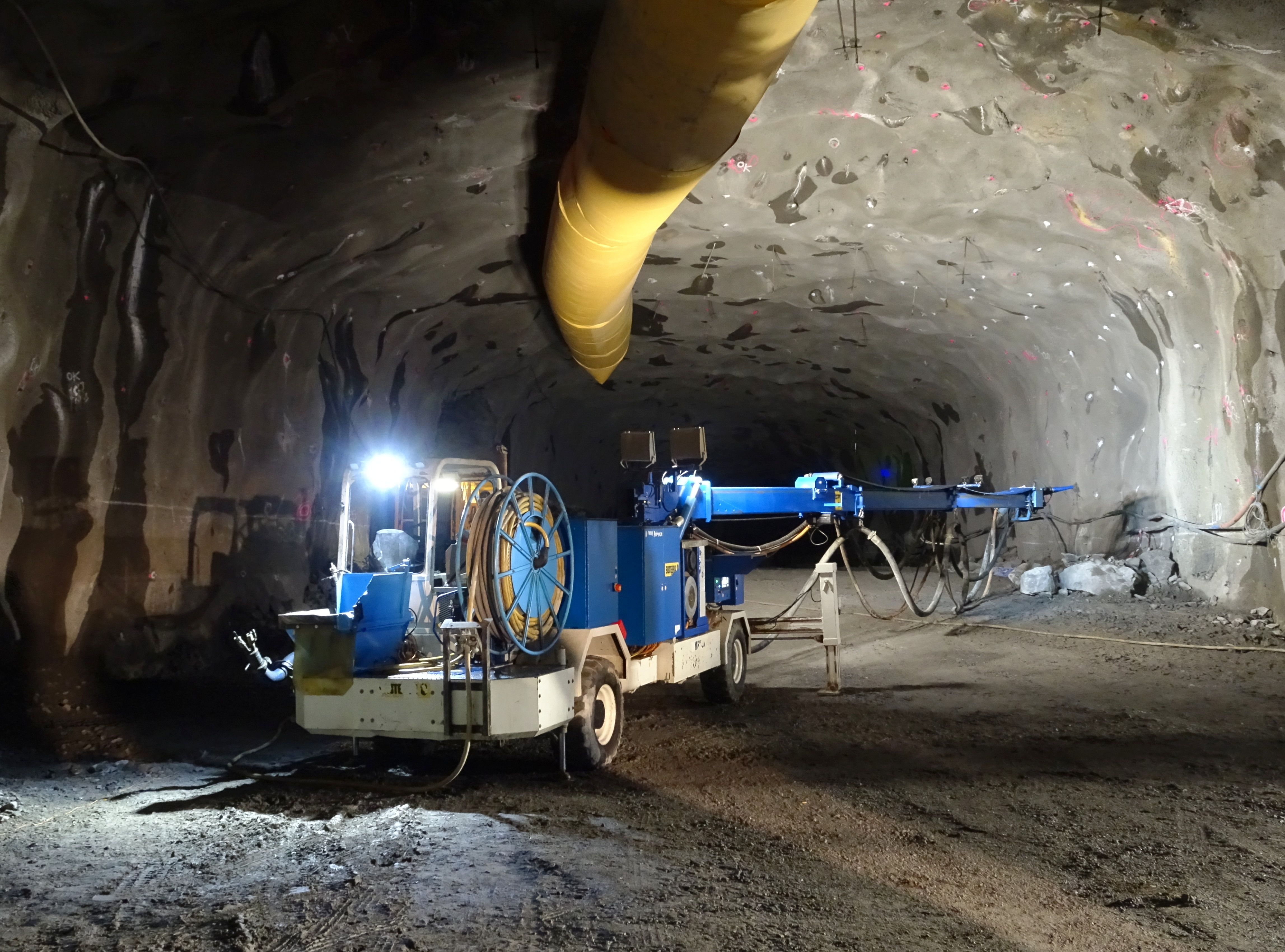
I Skärholmstunneln, maj 2018.

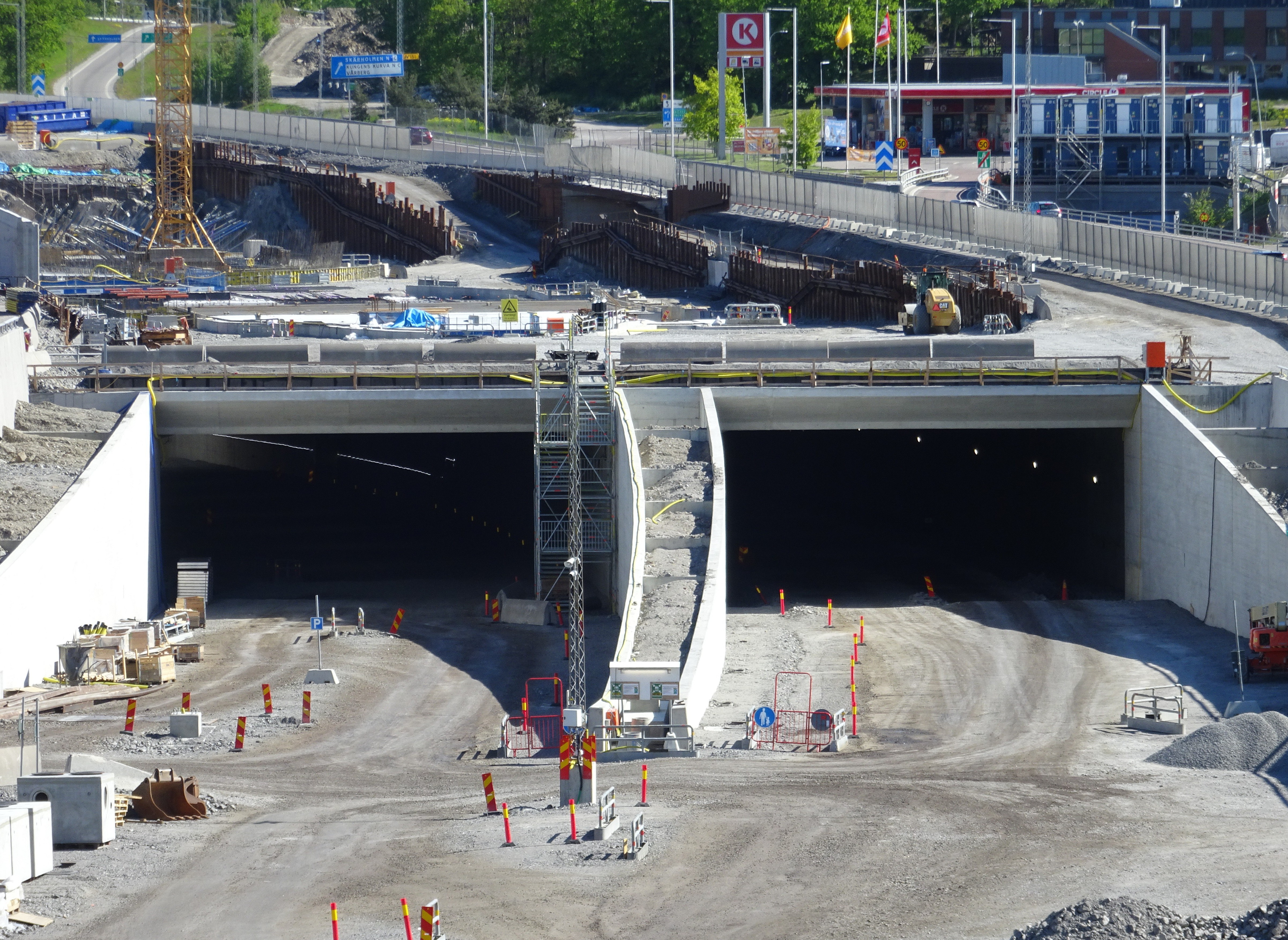
Tunnelmynningen, trafikplats Kungens kurva, maj 2020.

Förbifart Stockholm är en påbörjad ny motorvägsförbindelse för E4 genom västra Stockholm. Leden kommer att gå från dagens E4/E20 i Kungens kurva i söder till Häggvik norr om Stockholm. Största delen av vägen, drygt 18 av 21 kilometer, kommer att gå i tunnel. Byggstarten skedde 19 augusti 2014, tunnlarna var utsprängda i oktober 2023 och öppnandet är planerat till 2030.
Förbifart Stockholm ska bland annat enligt Trafikverkets projektmål knyta samman de norra och södra länsdelarna och avlasta infarterna till Stockholms centrala delar och på så sätt minska sårbarheten i Stockholms trafiksystem.
Förbifarten kommer att bli världens näst längsta tunnel i stads- respektive stadsnära miljö, efter Yamatetunneln i Tokyo. Prognoser pekar på att det kommer att köra cirka 140 000 fordon per dygn i Förbifarten. På vissa avsnitt är huvudtunneln dragen 65 meter under markytan och Mälaren. Förbifart Stockholm är en del av Trafiksatsning Stockholm.

## Historik och debatt

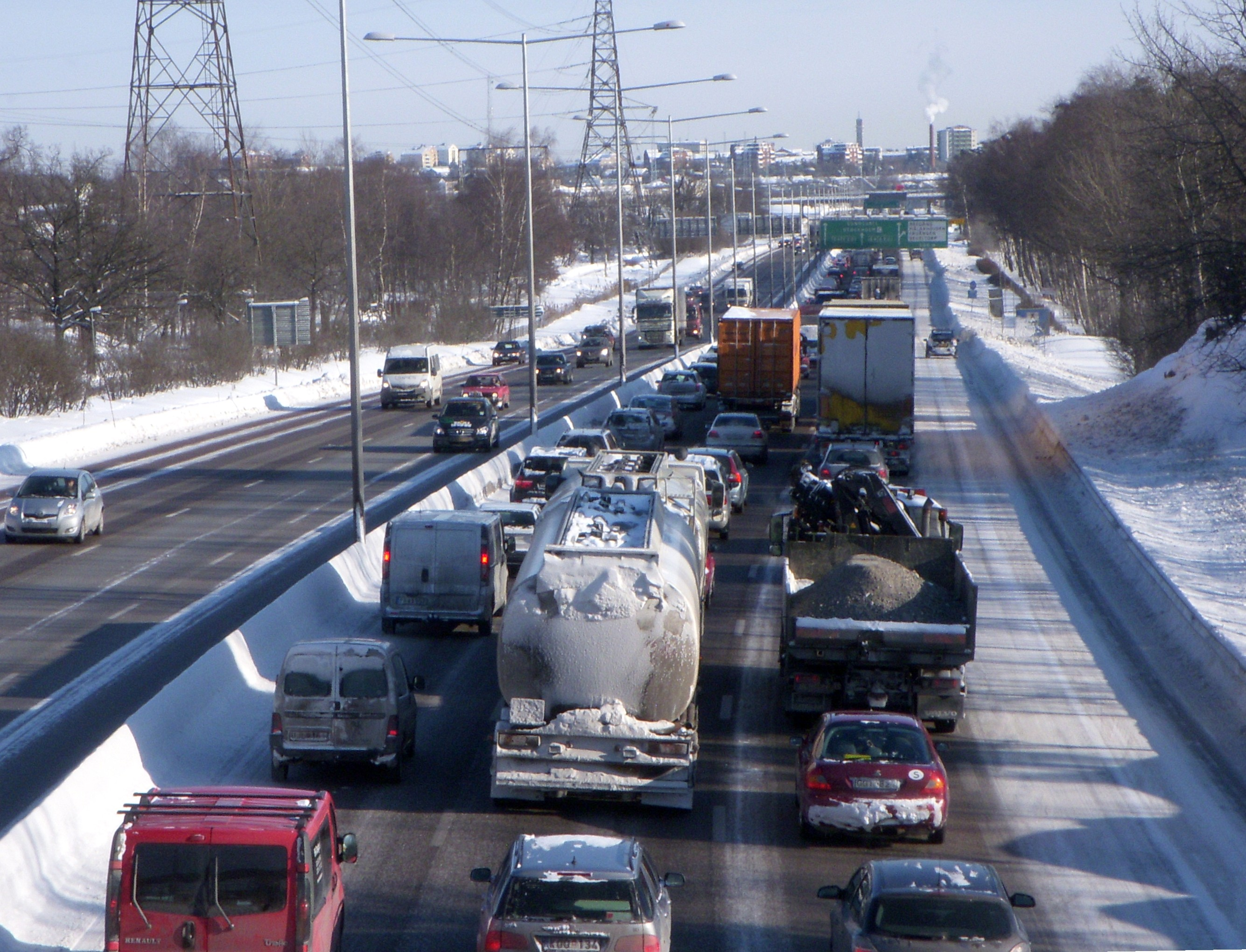
Södertäljevägen i rusningstrafik vid en situation med hög trafikbelastning. Vy mot Stockholm mellan trafikplatserna Kungens Kurva och Bredäng 22 februari 2010.

Diskussioner och planer på en förbindelse väster om Stockholm har pågått under många år. I 1966 års regionalplaneskiss kallad Storstockholm fysisk struktur år 2000 visas tre kringfartsleder som i koncentriska cirkelsegment omsluter Stockholm i väst. Inifrån räknat fanns Brommagrenen, vars anslutningsramper redan förbereddes när Essingeleden byggdes. Nästa kringfart var en förbindelse mellan Essingeleden över Ålsten förbi Bromma flygplats och vidare mot norr, en sträckning som påminner om Diagonal Ulvsunda. Den yttersta och tredje kringfarten hade i princip samma sträckning som den nu planerade Förbifart Stockholm och kallades för Kungshattsleden. I Dennispaketet gick den under namnet Västerleden. År 2001 fanns tunnelalternativet under Ekerö med i bilden.
Vägkapaciteten över den relativt smala passagen mellan Saltsjön i öst och Mälaren i väst (där Stockholm är beläget) har inte byggts ut sedan Essingeleden öppnade 1967. Leden projekterades för en kapacitet på 80 000 fordon, idag är belastningen cirka det dubbla en vanlig vardag. Det gör Essingeleden känslig för störningar samtidigt som den höga fordonsbelastningen leder till att vägen slits hårt med stora reparationsbehov till följd.
För att lösa problemet redovisade Vägverkets vägutredning "Nord-sydliga förbindelser i Stockholmsområdet år 2005" tre alternativ: Förbifart Stockholm, Diagonal Ulvsunda och Kombinationsalternativet. Efter att Vägverket utrett dessa olika alternativ förordade Vägverket Förbifart Stockholm som den bästa lösningen. Regeringen beslutade 3 september 2009 att tillåta byggandet av Förbifart Stockholm enligt Vägverkets (numera Trafikverket) förslag.
Centerpartiet, Folkpartiet, Kristdemokraterna, Moderaterna och Socialdemokraterna var 2010 för vägprojektet, medan Miljöpartiet och Vänsterpartiet var emot. Naturvårdsverket och flera miljöorganisationer hade motsatt sig projektet, däribland Jordens Vänner som bland annat har överklagat transportplanen som godkände Förbifart Stockholm och flera andra motorvägsbyggen.
Argument för bygget har bland annat varit att skapa bättre framkomlighet, minska ineffektiv restid, och avlasta de centrala delarna av Stockholm från genomfartstrafik. Argument mot bygget har bland annat varit ökade koldioxidutsläpp, de höga kostnaderna, att trafikproblemen inte löses långsiktigt därför att trafikanter i Stockholmsregionen lockas att använda bil istället för kollektivtrafik samt att stadsnära motorvägar leder till stadsutglesning och extern handel, något som i sig leder till ökat bilberoende. Kritik har även framförts mot att miljön skadas längs bygget.
Den 15 maj 2014 avslog regeringen samtliga överklaganden gällande arbetsplanen för Förbifart Stockholm. Vilket i praktiken betydde att arbetsplanen för förbifarten vann laga kraft. Byggstart av förbifarten skulle då i praktiken kunna ske till sommaren 2014 på de delar som faller under väglagen och inte kräver andra tillstånd.
En byggstartsceremoni hölls 19 augusti 2014, med bland andra infrastrukturminister Catharina Elmsäter-Svärd. Byggarbeten påbörjades men stoppades den 23 oktober 2014 av Regeringen Löfven I efter riksdagsvalet 2014 för att möjliggöra en översyn av projektets finansiering, egentligen en intern politisk oenighet i regeringen som måste redas ut.[källa behövs] Den 18 december 2014 fattade så regeringen beslut att arbetet med Förbifart Stockholm skulle återupptas från 1 januari 2015, och de återupptogs strax efter. Denna politiska manöver gav ett halvårs försening av projektet och har beräknats kosta 170 miljoner kronor.

## Sträckning

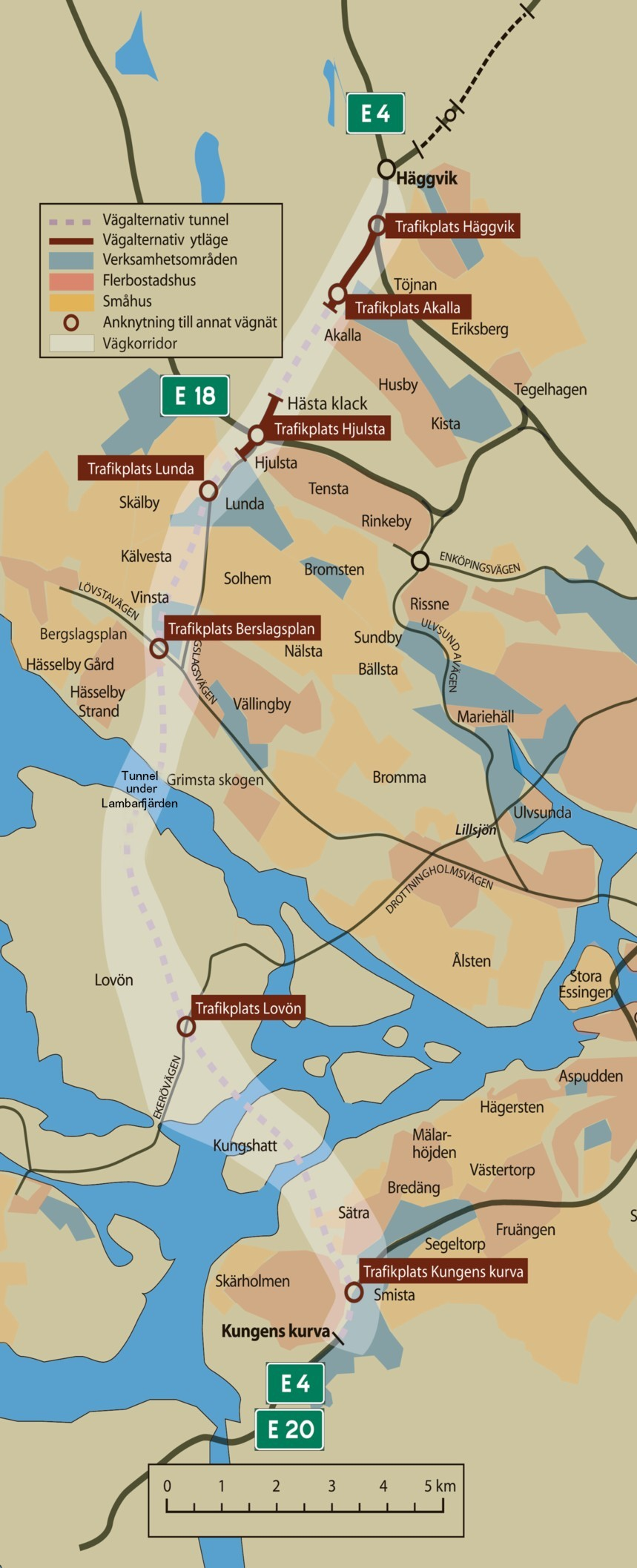
Förbifart Stockholm med trafikplatser.

Nedan beskrivs förslag för ledens sträckning enligt Trafikverket (fd Vägverket) och "Samrådshandling" upprättad av Stockholms stadsbyggnadskontor år 2009:

### Från Kungens kurva
Förbifarten Stockholm länkas av från E4/E20 mellan trafikplatserna Lindvreten och Kungens kurva. En ny trafikplats anläggs mellan de två befintliga, ungefär i höjd med Heron City. Den nya sträckningen utformas så att Förbifarten byggs i mitten och trafiken mot Stockholm läggs på ömse sidor. Förbifarten går sedan ner i en bergtunnel under norra Skärholmen och Sätra.

### Under Skärholmen och Sätra
Förbifarten går tunnelförlagd i berg under radhus och villaområden och vidare under Sätraskogens naturreservat och under sundet mot Kungshatt. I Skärholmen byggs en separat ramp för kollektivtrafik till och från Förbifartens huvudtunnel upp till busstorget vid Skärholmens centrum. Vid Sätra varv kommer en tillfällig arbetstunnel att mynna.

### Under Mälaren och Lovön
Tunneln går under Mälaren och sunden vid Kungshatt. Det största vattendjupet är drygt 20 meter och vägbanan antas ligga i berget som mest 60 meter under vattenytan. Enligt nuvarande förslag (2009) blir det en trafikplats på Lovön och Ekerövägen får således en anslutning till Förbifart Stockholm. Trafikplatsen kommer att anordnas strax norr om den befintliga Lindötunneln. Förbifartens tunnel fortsätter mot norr under Lovön på ett djup av 50–60 meter.

### Under Lambarfjärden
Under Lambarfjärden byggs en bergtunnel. Ursprungligen planerade Vägverket (numera Trafikverket) en bro över Lambarfjärden. Olika undersökningar har senare tillfört projektet ny kunskap om bland annat berggrunden vid fjärden samt om säkerhet och trafikanters beteende i långa tunnlar, varför Trafikverket nu förespråkar tunnel även under Lambarfjärden. En tunnelförlängning medför mindre miljöpåverkan än en bro och kostnaderna för bro- och tunnelalternativet är ungefär desamma.

### Under Grimsta till Hjulsta
Tunneln fortsätter vidare under Grimstaskogens naturreservat och Lövstavägen med mynning vid Spångadalen söder om Hjulsta. Trafikplats anläggs norr om Bergslagsplan vid Vinsta, som får namnet "Trafikplats Vinsta" eller "Vinstamotet". Leden passerar sedan i tunnel under Spångadalen och Mälarbanan på bro med anslutning till E18 vid trafikplats Hjulsta, "Hjulstamotet".

### Hjulstamotet
Den nya trafikplatsen "Hjulstamotet" ingår i ombyggnaden för E18 och började anläggas sommaren 2009. Hjulstamotet kommer att anläggas i tre plan där E18 kommer att gå nedsänkt på det understa planet. Mellanplanet utformas som en stor cirkulationsplats i markläge. Förbifarten går på bro över trafikplatsen samt över den intilliggande Mälarbanan.

### Hanstamotet
Från östra delen av Hästa klack leder en 450 meter lång bergtunnel ("Hästatunneln") under Järvakilen och Igelbäckens kulturreservat till Akalla. Därefter går leden fram till Akalla i försänkt ytläge fram till en ny trafikplats i Akalla, "Hanstamotet". Mot väst avskärmas vägen med en bullervall. "Hanstamotet" utformas i två plan med en cirkulationsplats i övre läge och ramper som ansluter till leden norr- och söderut. Hanstavägen ansluter till cirkulationsplatsen med fyra körfält.

### Till Häggvik
Efter "Hanstamotet" fortsätter förbifarten i cirka 300 meter ytläge innan den går ner i en sista tunnel med anslutningsramper till dagens E4 vid Häggvik i Sollentuna kommun. Anslutningen till E4 i Sollentuna innebär omfattande anläggningsarbeten av ungefär samma storleksordning som vid Kungens kurva.

### Övrigt
I norr kommer Förbifarten att kopplas till den redan färdigbyggda Norrortsleden (klart 2008) och i söder bildar den planerade Södertörnsleden en förlängning till Haninge kommun. I samband med bygget planerar Trafikverket tre tillfälliga hamnanläggningar: vid Sätra varv, vid Malmviken på södra Lovön och vid Lambarfjärden på norra Lovön.

## Teknik

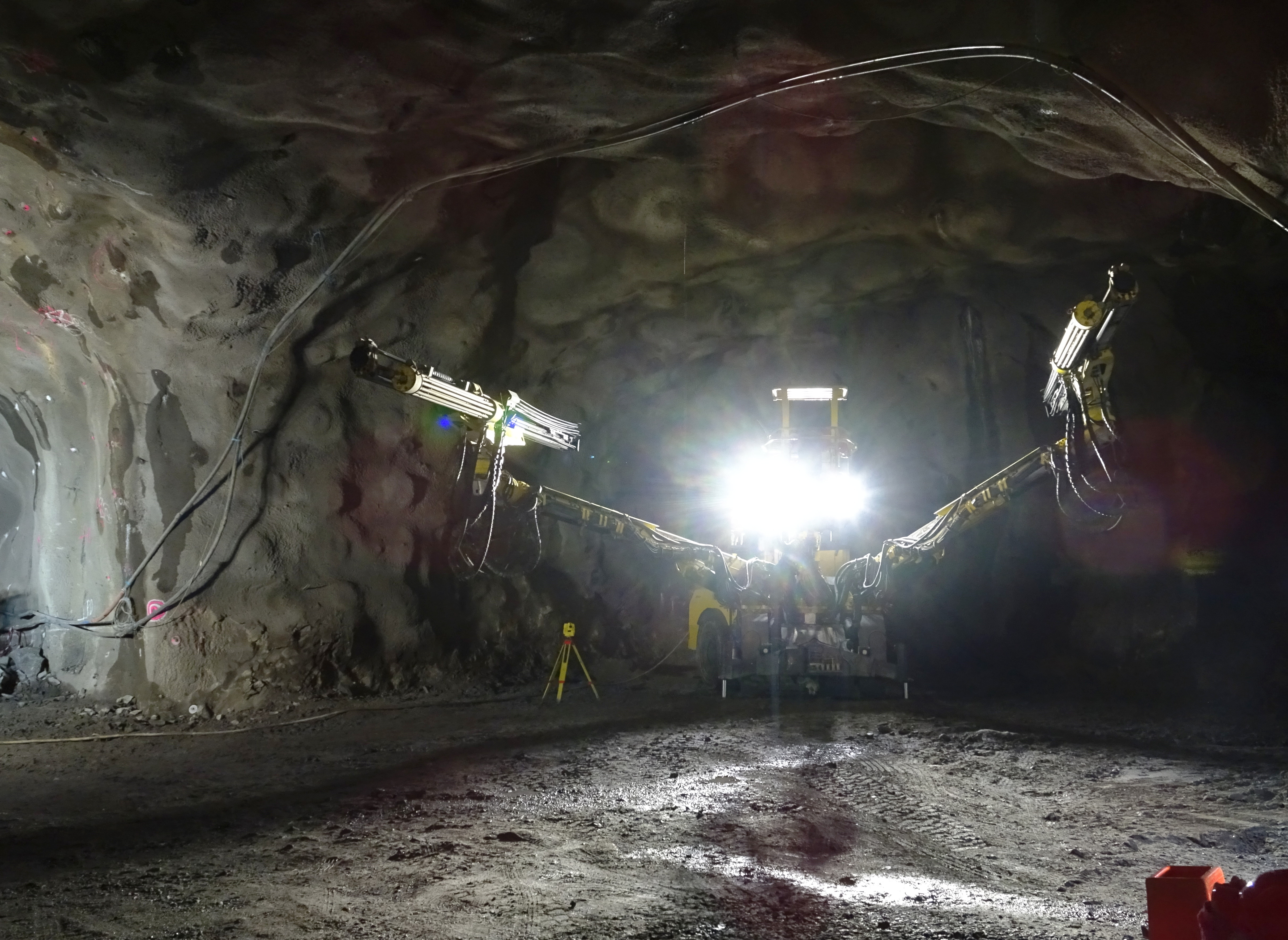
Borrmaskin i Skärholmstunneln, 2018.

Tunnelavsnitten med en sammanlagd längd av totalt 17 kilometer går huvudsakligen i berg på ett genomsnittligt djup av 40–60 meter under Mälarens nivå. Där bergtäckning över tunneln saknas eller är för låg byggs betongtunnlar. Tunneldrivningen skall göras enligt samma metod som för Södra och Norra länken. Metoden består i korthet av förinjektering med cement, borrning och laddning av cirka 100-200 spränghål, sprängning samt utlastning. Därefter förstärks tunneltaket med sprutbetong. De utsprängda massorna fraktas till kross och återanvänds. Gällande Norra länken drevs tunneln fram med 10–15 meter per vecka och sprängfront.
Tunnlarna kommer att drivas samtidigt från olika håll. För ut- och intransport byggs så kallade arbetstunnlar. Arbetstunnlarna kommer att anordnas vid bland annat Kungens kurva, Skärholmen, Sätra varv, Ekerövägen, Lunda, Hjulsta och Häggvik. Dessutom anordnas provisoriska luftutbytesstationer, elförsörjningsanläggningar, reningsverk och tillfälliga hamnar (exempelvis vid Sätra varv). Provisoriska hamnar, transportvägar och etableringsytor kommer att innebära intrång och miljöstörningar under byggtiden.

## Genomförande

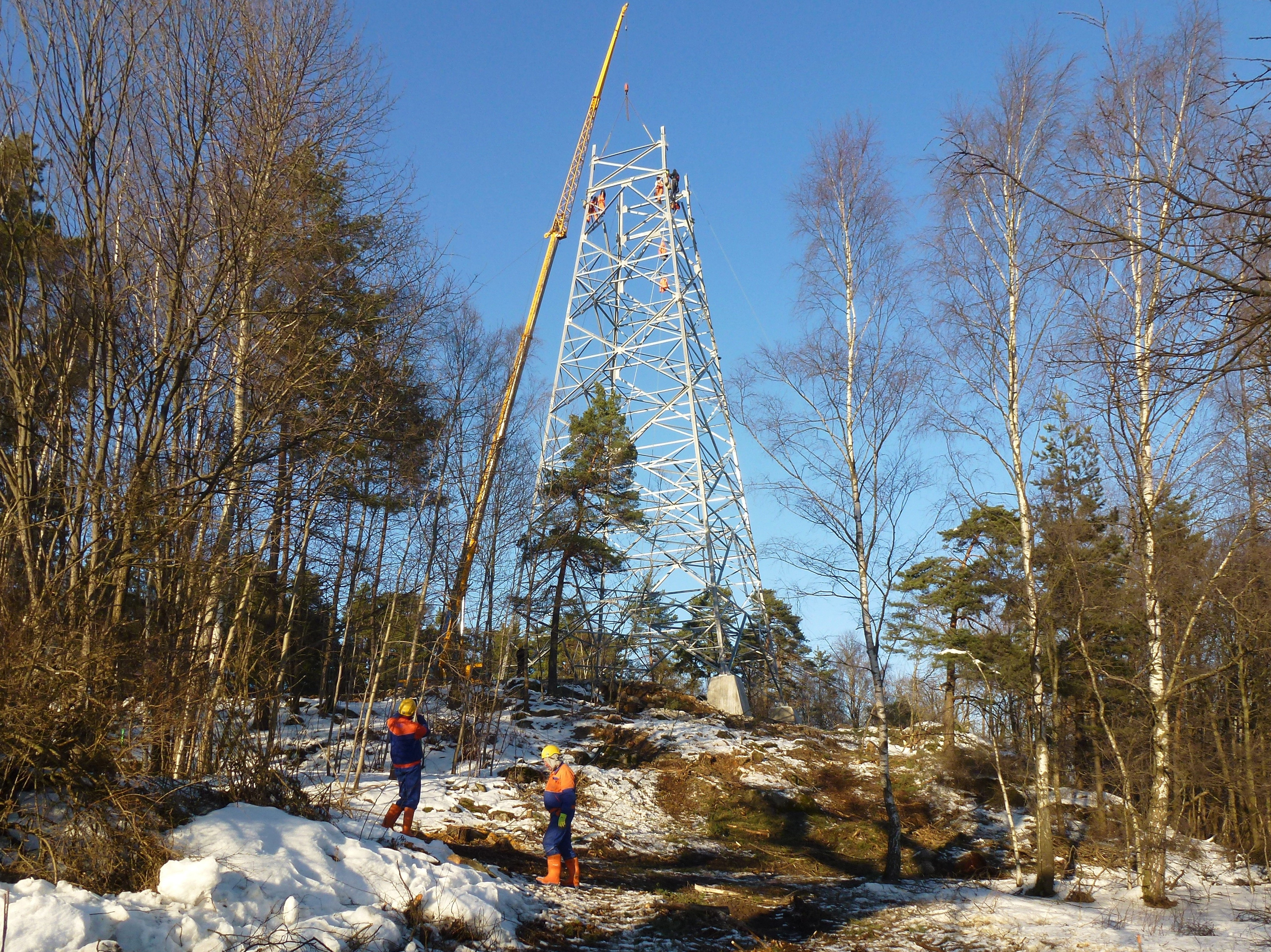
Flytt av kraftledning, 2013.

Strax väster om Sätra varv i Sätraskogens naturreservat utfördes 2011 provborrningar för att undersöka bergets kvalitet och egenskaper där leden skall gå under Mälaren. Det är en så kallad "styrd kärnborrning" som innebär att man kan borra "på snedden" under vattenområdena. Borrkärnorna som sedan analyseras är mellan 300 och 650 meter långa. Liknande undersökningar utfördes på Lovön, Kungshatt och i Grimsta naturreservat. Det tar cirka fyra veckor att borra 300 meter, då arbetar man 75 timmar i veckan.
Från februari till april 2013 lät Svenska kraftnät flytta kraftledningen vid Södertäljevägen (E4/E20) i höjd med Lindvretens trafikplats. Tre nya 57 meter höga fackverksstolpar med ändrad placering ersatte tre gamla som togs bort för att ge plats för bygget av Förbifart Stockholm. Kraftledningsflytten i Kungens Kurva var ett av flera förberedande arbeten som kan genomföras innan arbetsplanen för Förbifart Stockholm har vunnit laga kraft. Ett liknande arbete genomförs i Häggvik under 2014. Här rör det sig om sex ledningsstråk som byggs ihop och ett tjugotal befintliga kraftledningsstolpar tas bort och ersätts av tio med större höjd.
I april 2014 startade Stockholm Vatten arbetet med att flytta huvudvattenledning Norsborg-Stockholm med en ny sträckning under Vårby allé och Skärholmsvägen. Totalt handlade det om 3 300 meter dubbla rörledningar. Arbetet, som beräknades pågå till hösten 2015, gjordes eftersom den gamla ledningsdragningen gjorde intrång på mark som behövdes för den nya trafikplatsen vid Kungens kurva och tunnlarna för Förbifart Stockholm. Tidigare låg ledningen under mittsträngen på Södertäljevägen (E4/E20).
Genomslag i projektets tunnlar skedde i början av oktober 2023, vilket innebar en kontinuerlig tunnel mellan Kungens kurva i söder och Hjulsta i norr.
I november 2023 drabbades projektet av en hackerattack där Trafikverkets testanläggning för installationsutrustningen till tunneln infiltrerades.

### Kostnader
Investeringskostnaden för projektet är beräknad till 31,5 miljarder kronor i 2013 års prisnivå. Finansieringen kommer från Stockholms trängselskatt och från statsbudgeten. Enligt de senaste beräkningarna kostar projektet 41,7 miljarder kronor i 2021 år prisnivå enligt nationell plan. Om Trafikverket tvingas följa Mark- och miljödomstolens beslut från 2022 riskerar projektet att kosta cirka 50 miljarder kronor räknat i 2021 års penningvärde. I januari 2024 gick Trafikverket ut med att Förbifart Stockholm ökat i kostnad från 41,7 miljarder kronor till 51,5 miljarder kronor i 2021 års prisnivå. Detta utan att ett avgörande i mark- och miljööverdomstolen inkommit angående inläckande vatten.

### Tidplan
Projektet beräknades vid byggstart att ta cirka tio år att genomföra. Det har senare omräknats till 14 år, med invigning 2030. En deletapp mellan Häggvik och Hjulsta beräknas öppna för trafik under 2026.

### Förseningar av projektet
Det totala färdigställandet av förbifart Stockholm beräknas försenas i och med att kontraktet med huvudentreprenören för bergtunnlarna under Lovön hävts den 11 mars 2019. Skälen för upphävandet av kontraktet är dels bristande arbetsmiljö och dels att arbetet genomförts i en alltför långsam takt. I april 2022 meddelande Mark- och miljödomstolen vid Nacka tingsrätt i en dom att inte bevilja en ökad bortledning av grundvatten från projektets tunnlar, och att tunnlarna behöver tätas ytterligare. Domen kan medföra en försening av projektet med fyra år och en fördyring på fem till nio miljarder kronor. Trafikverket överklagade domen och överklagan fick prövningstillstånd i oktober 2022 av Mark- och miljööverdomstolen. Mark- och miljööverdomstolen beslöt till Trafikverkets fördel och tillät ytterligare bortledning av grundvatten från tunnlarna.

### Bilder byggarbeten

Trafikplats Lindvreten norra
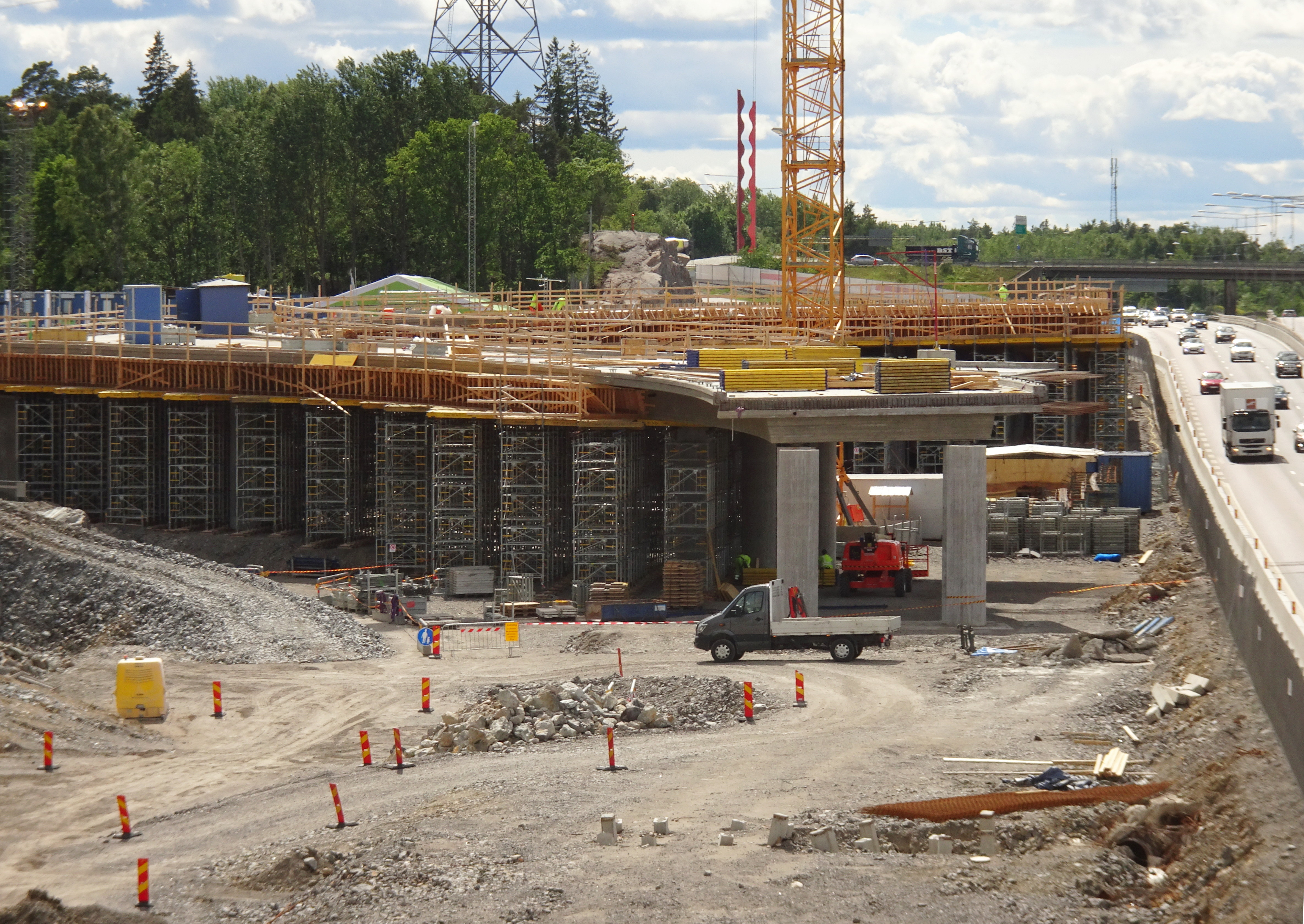
Blivande trafikplats "Lindvreten norra", juni 2017.
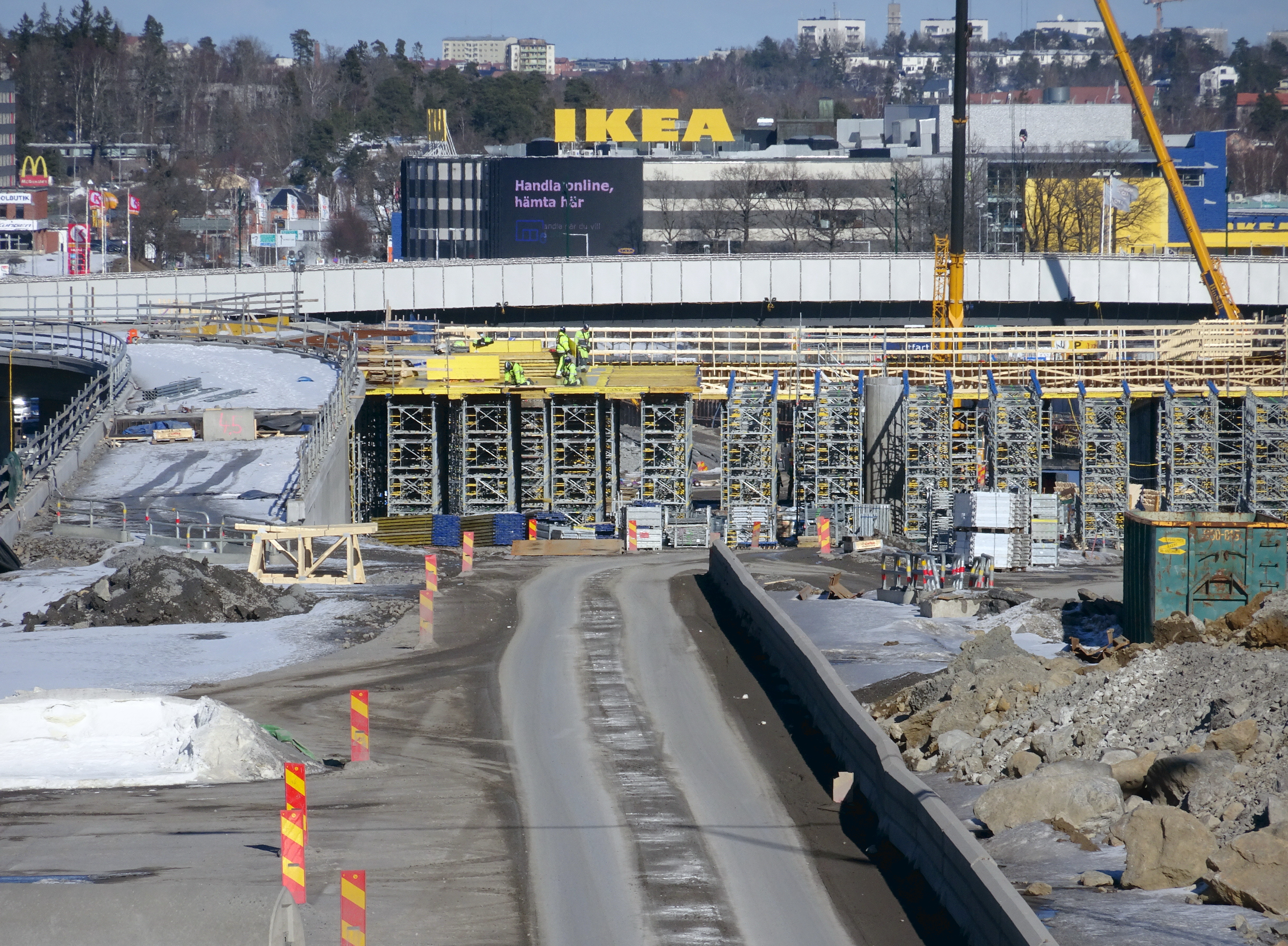
Blivande trafikplats "Lindvreten norra", mars 2018.
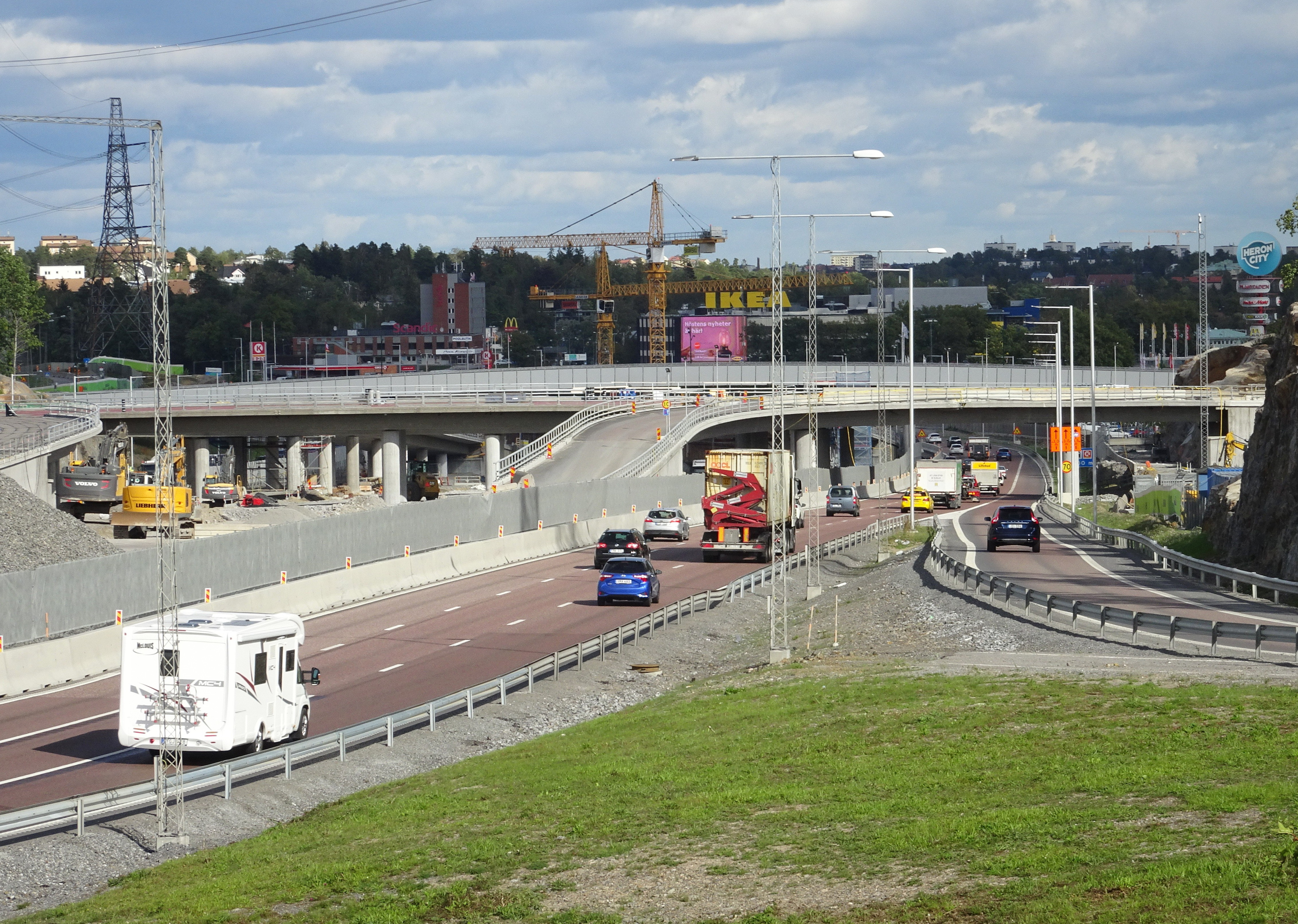
Blivande trafikplats "Lindvreten norra", september 2018.
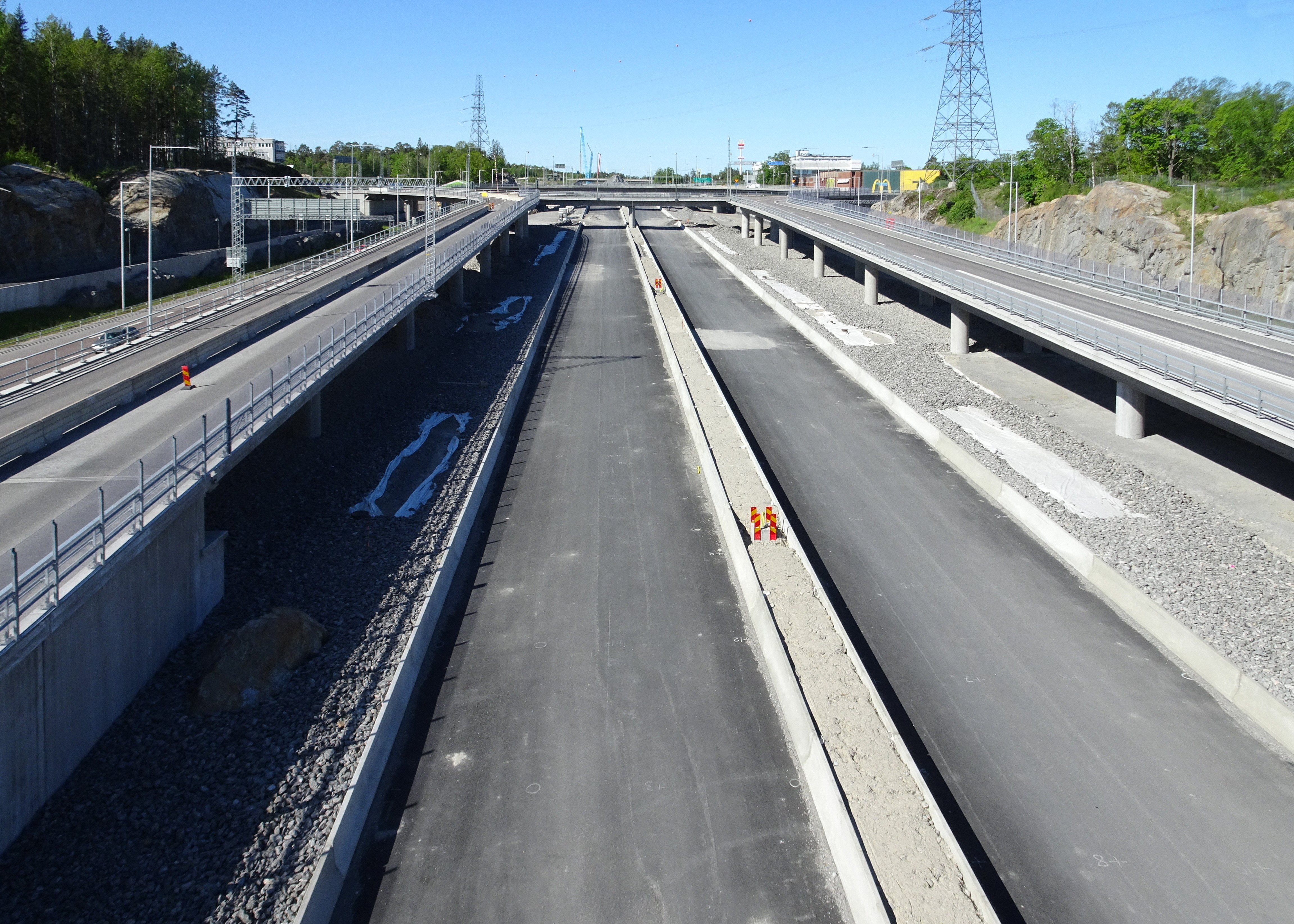
Trafikplats "Lindvreten norra", vy västerut, maj 2020.
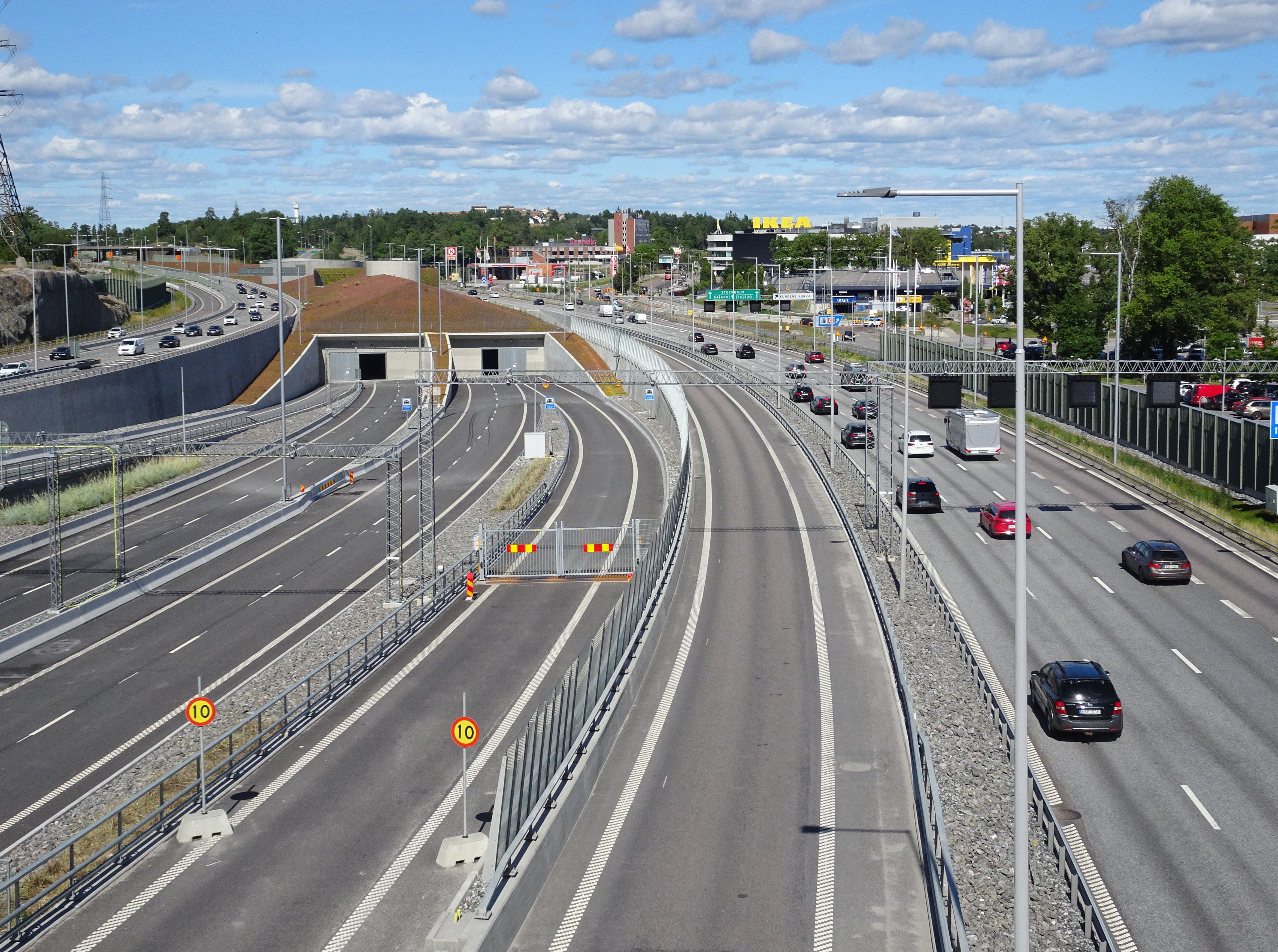
Tunnelmynningen vid "Lindvreten norra", vy österut, juli 2022.

Övriga byggarbetsplatser
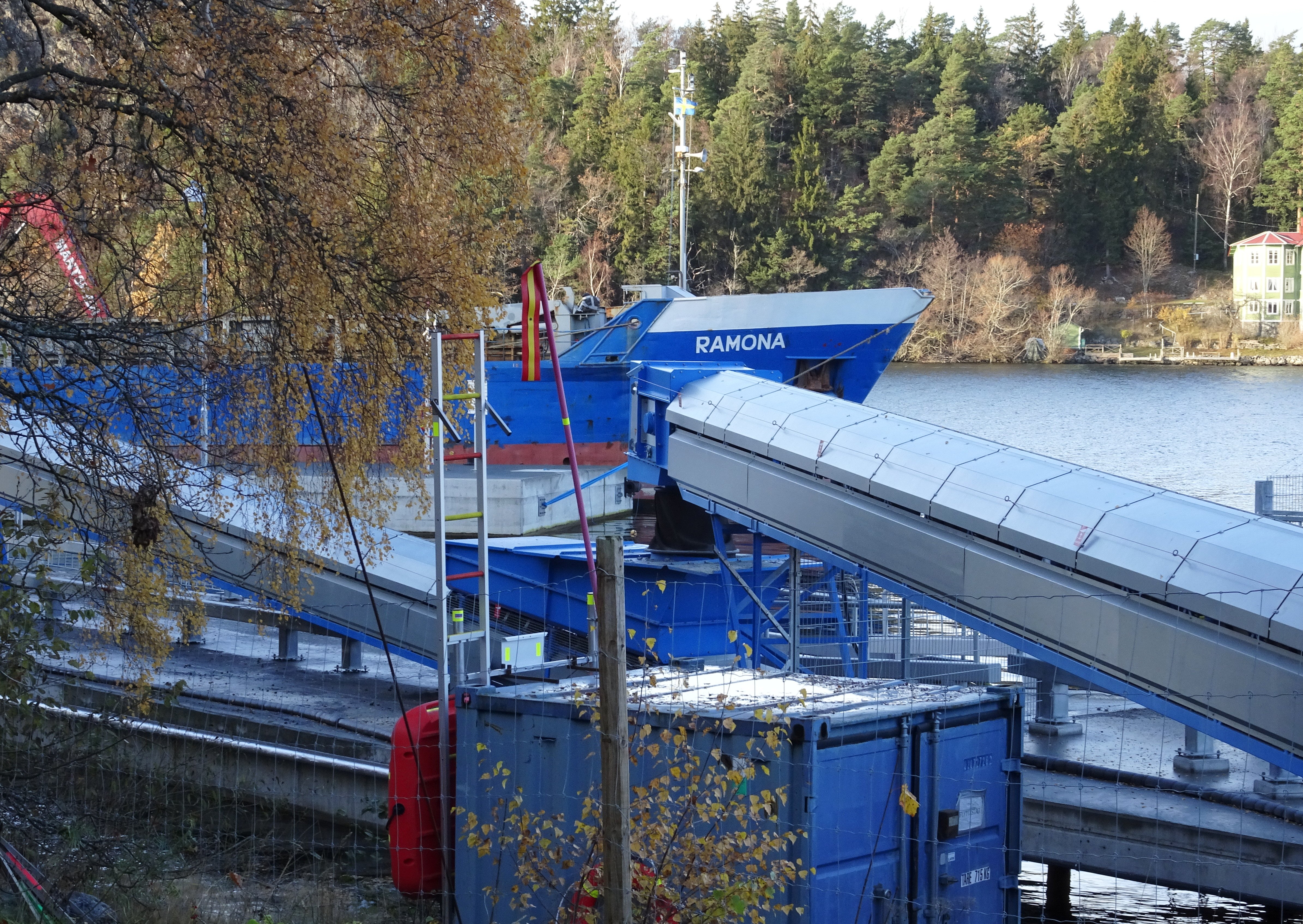
Tillfällig hamn vid Sätra varv, november 2017.
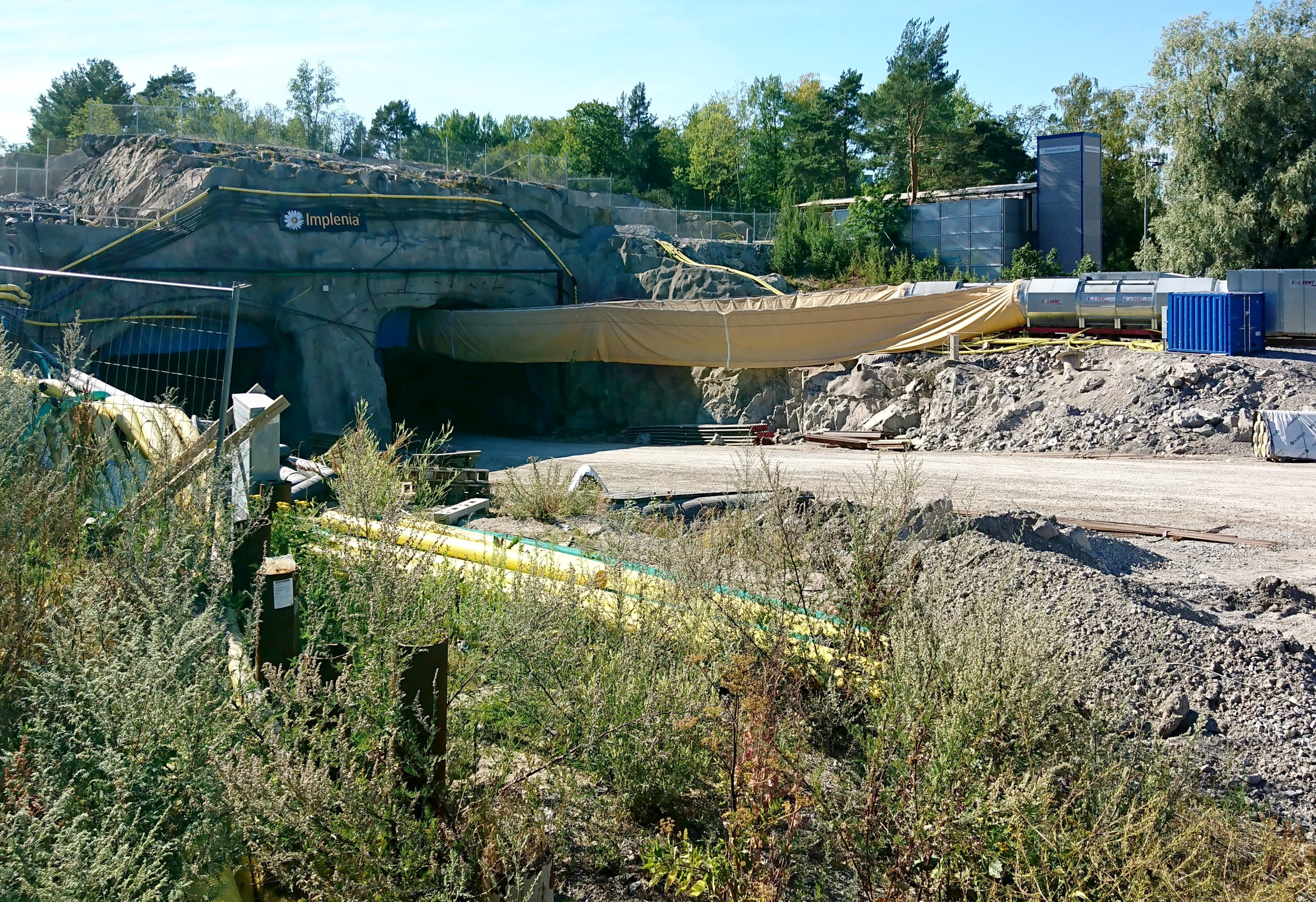
Södra tunnelnedgången vid Vinsta, juli 2018.
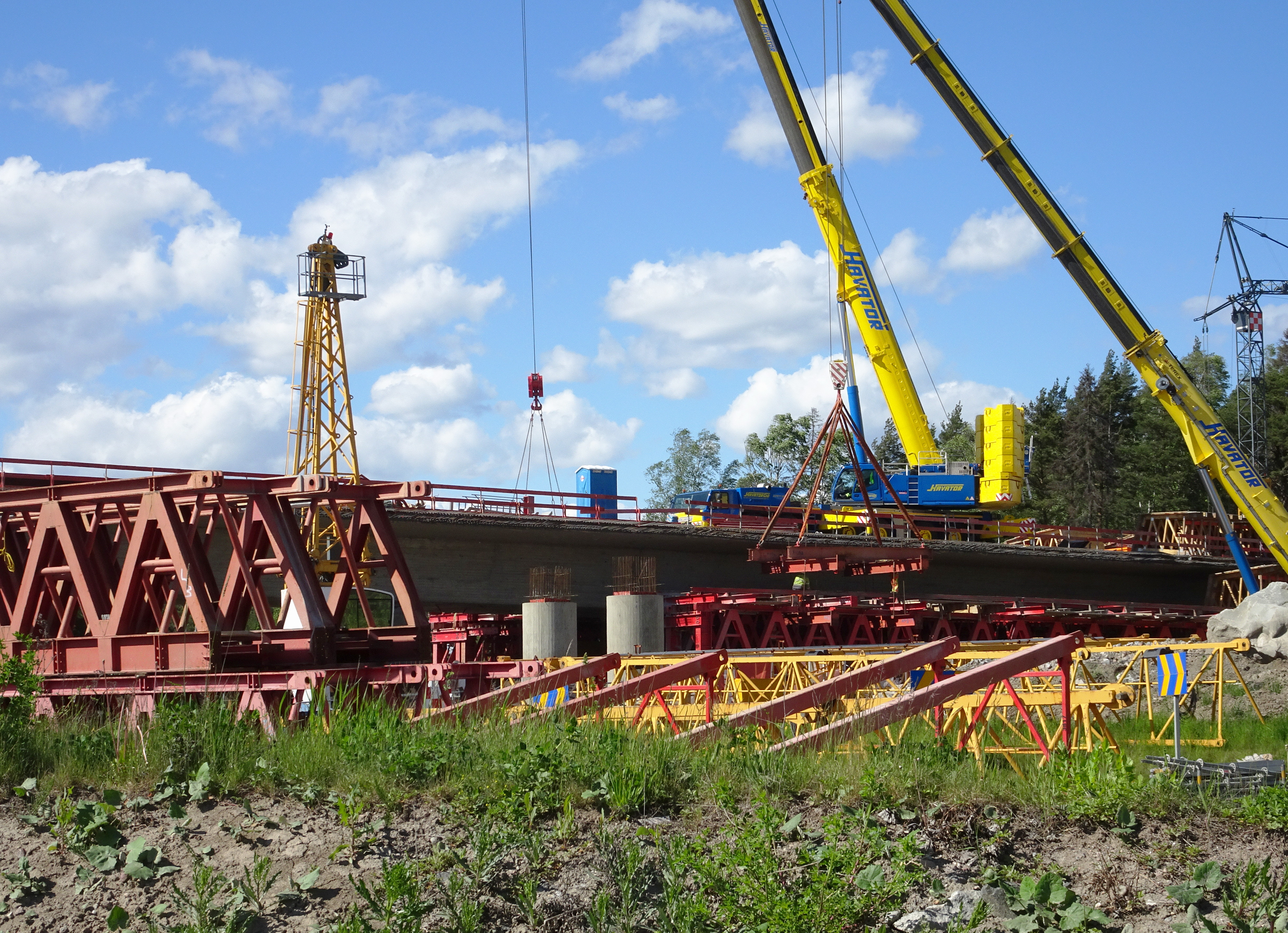
Byggarbeten med viadukt vid Hjulstamotet, maj 2019.
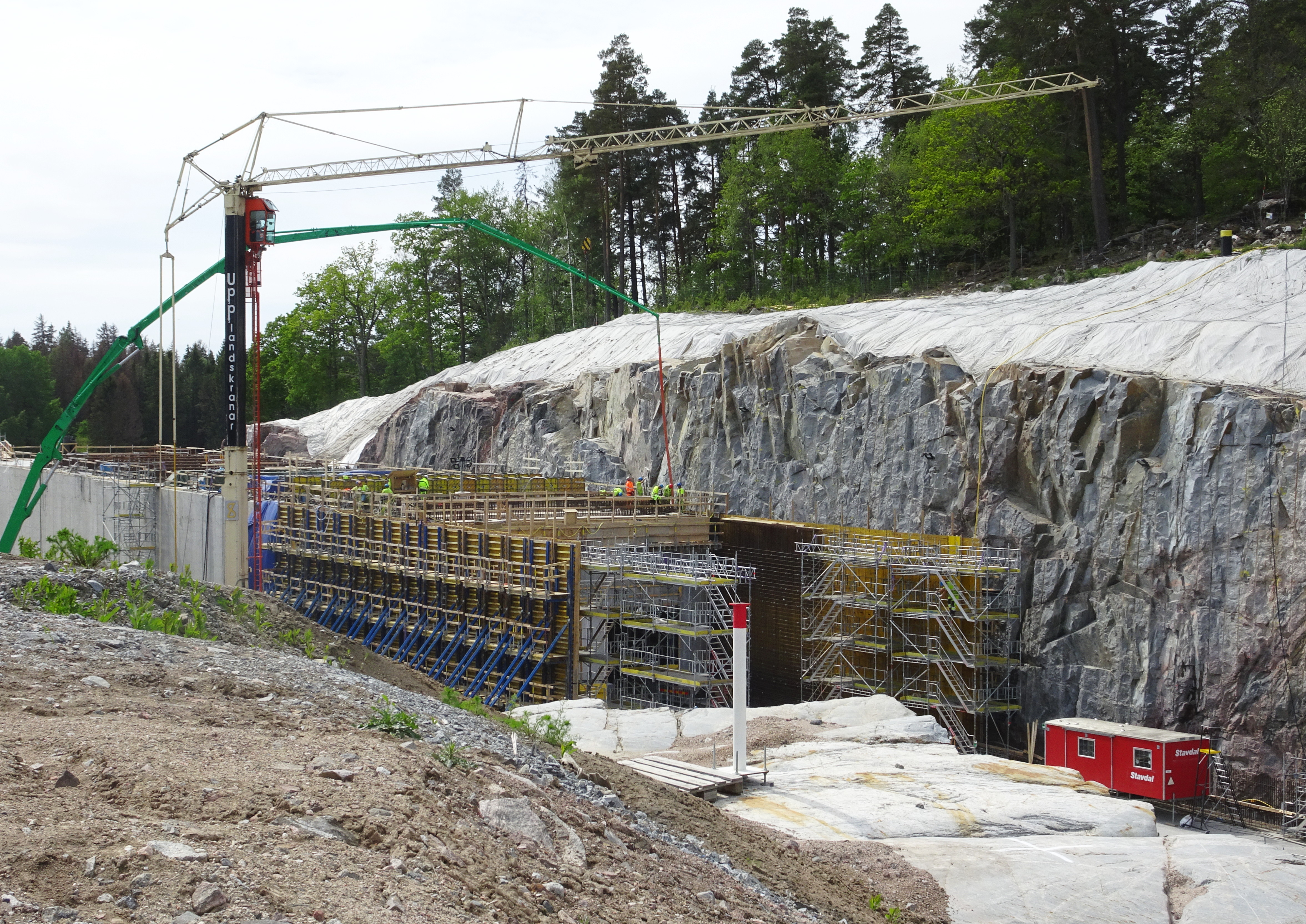
Tunnelarbeten öster om Hjulstamotet, maj 2019.
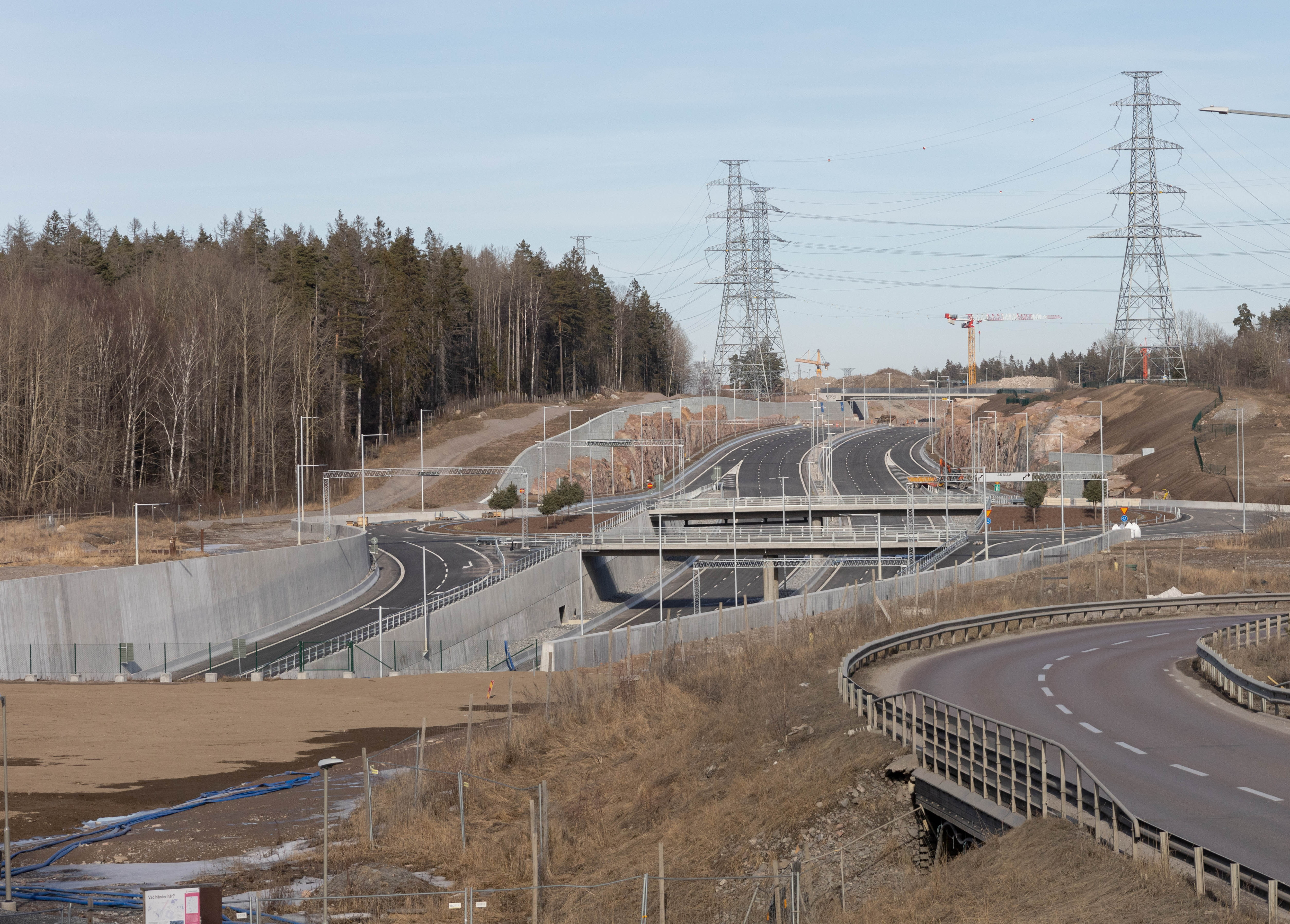
Trafikplats Akalla, mars 2022.